# Финонченко, Андрей Юрьевич
Андре́й Ю́рьевич Фино́нченко (каз. Андрей Юрийұлы Финонченко; 21 июня 1982, Караганда, Казахская ССР, СССР) — казахстанский футбольный тренер, ранее выступавший как футболист на позиции нападающего.

## Клубная карьера
Воспитанник карагандинского футбола, начинал играть на позиции левого защитника. Первым тренером был детский тренер Анатолий Владимирович Чудинов. Однако вскоре Чудинов ушёл из жизни, поэтому Финонченко перешёл под руководство экс-игрока «Шахтёра», мастера спорта СССР Геннадия Костюченко.
Начиная с 2001 года начал играть в «Шахтёре». 28 апреля дебютировал в матче против «Есиля», но голами отличиться в дебютный год не сумел.
Первый гол забил команде «Восток-Алтын» в 2003 в рамках чемпионата страны (1:0). По окончании сезона 2003, когда стал лучшим бомбардиром чемпионата страны, забив 18 мячей, получил приглашения от ряда клубов Казахстана, но остался в клубе.
В феврале 2017 года объявил о завершении карьеры, позже вошёл в тренерский штаб команды.

## Карьера в сборной
6 июня 2003 года дебютировал в национальной команде страны. Это была товарищеская встреча против сборной Польши, которая проходила в городе Познань и завершилась победой хозяев 3:0.
19 февраля 2004 года, на международном турнире на Кипре, Финонченко впервые забил гол за сборную — в поединке с командой Армении. Всего за сборную Казахстана провёл 19 встреч и забил 4 мяча.

## Достижения

### Командные
«Шахтёр»
- Чемпион Казахстана (2): 2011, 2012
- Бронзовый призёр чемпионата Казахстана (2): 2007, 2009
- Финалист Кубка Казахстана (2): 2009, 2010
- Обладатель Кубка Казахстана: 2013
- Обладатель Суперкубка Казахстана: 2013

Сборная Казахстана
- Обладатель Кубка Алма-ТВ: 2007

### Личные
- Лучший футболист Казахстана: 2013
- Лучший бомбардир чемпионата Казахстана: 2003
- Футболист года в Казахстане по версии журнала «GOAL»: 2013
- Лучший казахстанский футболист казахстанской Премьер-лиги: 2013
- Лучший нападающий казахстанской Премьер-лиги: 2013
- В списке 33 лучших футболистов казахстанской Премьер-лиги (3): № 1 (2003, 2013); № 2 (2006)
- Игрок года казахстанской Премьер-лиги по версии sports.kz: 2013
- Игрок месяца казахстанской Премьер-лиги по версии sports.kz (3): октябрь 2011, сентябрь 2013, октябрь 2013

## Личная жизнь
Супруга Ирина, дочь Анастасия.

## Статистика

### Клубная
| Клуб               | Сезон            | Лига             | Лига  | Лига | Кубки  | Кубки | Кубки | Конт.турниры | Конт.турниры | Конт.турниры | Прочие | Прочие | Прочие | Всего | Всего |
| Клуб               | Сезон            | Сорев.           | Матчи | Голы | Сорев. | Матчи | Голы  | Сорев.       | Матчи        | Голы         | Сорев. | Матчи  | Голы   | Матчи | Голы  |
| ------------------ | ---------------- | ---------------- | ----- | ---- | ------ | ----- | ----- | ------------ | ------------ | ------------ | ------ | ------ | ------ | ----- | ----- |
| Шахтёр (Караганда) | 2000             | ЧК               | 0     | 0    | КК     | 2     | 0     | -            | -            | -            | -      | -      | -      | 2     | 0     |
| Шахтёр (Караганда) | 2001             | ЧК               | 14    | 0    | КК     | 0     | 0     | -            | -            | -            | -      | -      | -      | 14    | 0     |
| Шахтёр (Караганда) | 2002             | ЧК               | 8     | 0    | КК     | 1     | 0     | -            | -            | -            | -      | -      | -      | 9     | 0     |
| Шахтёр (Караганда) | 2003             | ЧК               | 32    | 18   | КК     | 1     | 0     | -            | -            | -            | -      | -      | -      | 33    | 18    |
| Шахтёр (Караганда) | 2004             | ЧК               | 30    | 8    | КК     | 1     | 0     | -            | -            | -            | -      | -      | -      | 31    | 8     |
| Шахтёр (Караганда) | 2005             | ЧК               | 28    | 11   | КК     | 1     | 0     | -            | -            | -            | -      | -      | -      | 29    | 11    |
| Шахтёр (Караганда) | 2006             | ЧК               | 28    | 16   | КК     | 6     | 6     | КИ           | 2            | 0            | -      | -      | -      | 36    | 22    |
| Шахтёр (Караганда) | 2007             | ЧК               | 25    | 6    | КК     | 4     | 2     | -            | -            | -            | -      | -      | -      | 29    | 8     |
| Шахтёр (Караганда) | 2008             | ЧК               | 17    | 5*   | КК     | 1     | 5     | К            | 0            | 0            | -      | -      | -      | 18    | 10    |
| Шахтёр (Караганда) | 2009             | ЧК               | 17    | 5    | КК     | 7     | 4     | -            | -            | -            | -      | -      | -      | 24    | 9     |
| Шахтёр (Караганда) | 2010             | ЧК               | 27    | 8    | КК     | 5     | 2     | ЛЕ           | 2            | 0            | -      | -      | -      | 34    | 10    |
| Шахтёр (Караганда) | 2011             | ЧК               | 22    | 8    | КК     | 1     | 1     | ЛЕ           | 3            | 0            | -      | -      | -      | 26    | 9     |
| Шахтёр (Караганда) | 2012             | ЧК               | 20    | 6    | КК     | 2     | 1     | ЛЧ           | 2            | 0            | СК     | 1      | 0      | 25    | 7     |
| Шахтёр (Караганда) | 2013             | ЧК               | 23    | 6    | КК     | 5     | 2     | ЛЧ+ЛЕ        | 6+5          | 1+2          | СК     | 1      | 0      | 40    | 11    |
| Шахтёр (Караганда) | 2014             | ЧК               | 26    | 4    | КК     | 3     | 0     | ЛЕ           | 5            | 2            | СК     | 1      | 0      | 35    | 6     |
| Шахтёр (Караганда) | 2015             | ЧК               | 12    | 0    | КК     | 0     | 0     | -            | -            | -            | -      | -      | -      | 12    | 0     |
| Шахтёр (Караганда) | 2016             | ЧК               | 15    | 2    | КК     | 1     | 0     | -            | -            | -            | -      | -      | -      | 16    | 2     |
| Всего за карьеру   | Всего за карьеру | Всего за карьеру | 344   | 103  |        | 41    | 23    |              | 25           | 5            |        | 3      | 0      | 413   | 131   |

*  В чемпионате Казахстана 2008 в 17 играх забил 6 голов, но мяч, забитый в игре 3 тура против «Окжетпеса», аннулирован.

### Матчи и голы за сборную
| Матчи и голы Финонченко за сборную Казахстана | Матчи и голы Финонченко за сборную Казахстана | Матчи и голы Финонченко за сборную Казахстана             | Матчи и голы Финонченко за сборную Казахстана | Матчи и голы Финонченко за сборную Казахстана | Матчи и голы Финонченко за сборную Казахстана | Матчи и голы Финонченко за сборную Казахстана     |
| --------------------------------------------- | --------------------------------------------- | --------------------------------------------------------- | --------------------------------------------- | --------------------------------------------- | --------------------------------------------- | ------------------------------------------------- |
| №                                             | Дата                                          | Место                                                     | Соперник                                      | Счёт                                          | Голы Финонченко                               | Соревнование                                      |
| 1                                             | 6 июня 2003                                   | Польша, Познань, Городской стадион                        | Польша                                        | 0:3                                           | —                                             | Товарищеский матч                                 |
| 2                                             | 19 февраля 2004                               | Кипр, Пафос, «Пафиако»                                    | Армения                                       | 3:3, пен.3:2                                  | 1                                             | Матч кубка Кипрской футбольной ассоциации 2004    |
| 3                                             | 21 февраля 2004                               | Кипр, Лимасол, «ГСЗ»                                      | Кипр                                          | 1:2                                           | —                                             | Матч кубка Кипрской футбольной ассоциации 2004    |
| 4                                             | 24 февраля 2006                               | Кипр, Ларнака                                             | КНДР                                          | 0:0                                           | —                                             | Товарищеский матч                                 |
| 5                                             | 24 декабря 2006                               | Таиланд, Бангкок, «Супхачаласай»                          | Сингапур                                      | 0:0                                           | —                                             | Матч кубка Короля 2006                            |
| 6                                             | 26 декабря 2006                               | Таиланд, Бангкок, «Супхачаласай»                          | Вьетнам                                       | 1:2                                           | —                                             | Матч кубка Короля 2006                            |
| 7                                             | 28 декабря 2006                               | Таиланд, Бангкок, «Супхачаласай»                          | Таиланд                                       | 2:2                                           | —                                             | Матч кубка Короля 2006                            |
| 8                                             | 7 марта 2007                                  | Казахстан, Шымкент, Стадион имени Кажимукана Мунайтпасова | Кыргызстан                                    | 2:0                                           | —                                             | Матч кубка Алма-ТВ                                |
| 9                                             | 9 марта 2007                                  | Казахстан, Шымкент, Стадион имени Кажимукана Мунайтпасова | Азербайджан                                   | 1:0                                           | 1                                             | Матч кубка Алма-ТВ                                |
| 10                                            | 11 марта 2007                                 | Казахстан, Шымкент, Стадион имени Кажимукана Мунайтпасова | Узбекистан                                    | 1:1                                           | —                                             | Матч кубка Алма-ТВ                                |
| 11                                            | 24 марта 2007                                 | Казахстан, Алматы, Центральный стадион                    | Сербия                                        | 2:1                                           | —                                             | Отборочный матч чемпионата Европы по футболу 2008 |
| 12                                            | 9 сентября 2009                               | Андорра, Андорра-ла-Велья, «Комуналь»                     | Андорра                                       | 3:1                                           | —                                             | Отборочный матч чемпионата мира по футболу 2010   |
| 13                                            | 3 марта 2010                                  | Турция, Анталья, «Ататюрк»                                | Молдова                                       | 0:1                                           | —                                             | Товарищеский матч                                 |
| 14                                            | 12 октября 2010                               | Казахстан, Астана, «Астана Арена»                         | Германия                                      | 0:3                                           | —                                             | Отборочный матч чемпионата Европы по футболу 2012 |
| 15                                            | 9 февраля 2011                                | Турция, Анталья, «Ататюрк»                                | Беларусь                                      | 1:1                                           | —                                             | Товарищеский матч                                 |
| 16                                            | 6 сентября 2013                               | Казахстан, Астана, «Астана Арена»                         | Фарерские острова                             | 2:1                                           | 1                                             | Отборочный матч чемпионата мира по футболу 2014   |
| 17                                            | 10 сентября 2013                              | Казахстан, Астана, «Астана Арена»                         | Швеция                                        | 0:1                                           | —                                             | Отборочный матч чемпионата мира по футболу 2014   |
| 18                                            | 11 октября 2013                               | Фарерские острова, Торсхавн, «Торсволлур»                 | Фарерские острова                             | 1:1                                           | 1                                             | Отборочный матч чемпионата мира по футболу 2014   |
| 19                                            | 15 октября 2013                               | Ирландия, Дублин, «Авива»                                 | Ирландия                                      | 1:3                                           | —                                             | Отборочный матч чемпионата мира по футболу 2014   |
| 20                                            | 5 марта 2014                                  | Турция, Анталья, «Мардан»                                 | Литва                                         | 1:1                                           | —                                             | Товарищеский матч                                 |
| 21                                            | 7 июня 2014                                   | Венгрия, Будапешт, «Ференц Пушкаш»                        | Венгрия                                       | 0:3                                           | —                                             | Товарищеский матч                                 |

Итого: 21 матч / 4 гола; 6 побед, 7 ничьих, 8 поражений.

#### Сводная статистика за сборную
| Сборная          | Год              | Отборочные матчи ЧМ | Отборочные матчи ЧМ | Финальные матчи ЧМ | Финальные матчи ЧМ | Отборочные матчи ЧЕ | Отборочные матчи ЧЕ | Финальные матчи ЧЕ | Финальные матчи ЧЕ | Товарищеские матчи | Товарищеские матчи | Итого | Итого |
| Сборная          | Год              | Игры                | Голы                | Игры               | Голы               | Игры                | Голы                | Игры               | Голы               | Игры               | Голы               | Игры  | Голы  |
| ---------------- | ---------------- | ------------------- | ------------------- | ------------------ | ------------------ | ------------------- | ------------------- | ------------------ | ------------------ | ------------------ | ------------------ | ----- | ----- |
| Казахстан        | 2003             | —                   | —                   | —                  | —                  | —                   | —                   | —                  | —                  | 1                  | 0                  | 1     | 0     |
| Казахстан        | 2004             | —                   | —                   | —                  | —                  | —                   | —                   | —                  | —                  | 2                  | 1                  | 2     | 1     |
| Казахстан        | 2005             | —                   | —                   | —                  | —                  | —                   | —                   | —                  | —                  | —                  | —                  | —     | —     |
| Казахстан        | 2006             | —                   | —                   | —                  | —                  | —                   | —                   | —                  | —                  | 4                  | 0                  | 4     | 0     |
| Казахстан        | 2007             | —                   | —                   | —                  | —                  | 1                   | 0                   | —                  | —                  | 3                  | 1                  | 4     | 1     |
| Казахстан        | 2008             | —                   | —                   | —                  | —                  | —                   | —                   | —                  | —                  | —                  | —                  | —     | —     |
| Казахстан        | 2009             | 1                   | 0                   | —                  | —                  | —                   | —                   | —                  | —                  | —                  | —                  | 1     | 0     |
| Казахстан        | 2010             | —                   | —                   | —                  | —                  | 1                   | 0                   | —                  | —                  | 1                  | 0                  | 2     | 0     |
| Казахстан        | 2011             | —                   | —                   | —                  | —                  | —                   | —                   | —                  | —                  | 1                  | 0                  | 1     | 0     |
| Казахстан        | 2012             | —                   | —                   | —                  | —                  | —                   | —                   | —                  | —                  | —                  | —                  | —     | —     |
| Казахстан        | 2013             | 4                   | 2                   | —                  | —                  | —                   | —                   | —                  | —                  | —                  | —                  | 4     | 2     |
| Казахстан        | 2014             | —                   | —                   | —                  | —                  | —                   | —                   | —                  | —                  | 2                  | 0                  | 2     | 0     |
| Всего за карьеру | Всего за карьеру | 5                   | 2                   | 0                  | 0                  | 2                   | 0                   | 0                  | 0                  | 14                 | 2                  | 21    | 4     |